# Liste de jeux vidéo Yu-Gi-Oh!
La franchise médiatique japonaise Yu-Gi-Oh! compte divers jeux vidéo, développés et publiés par Konami, basés sur le manga et la série d'animation homonymes de Kazuki Takahashi. À quelques exceptions près, la majeure partie des jeux se centre principalement sur Yu-Gi-Oh! Jeu de cartes à jouer. Ils sont publiés sur PlayStation, Game Boy, Game Boy Color, Game Boy Advance, et PlayStation 2.